# Delphine Kreuter
Delphine Kreuter, née le 8 juin 1973 à Lyon, est une photographe et réalisatrice française, qualifiée par Les Inrocks de « plasticienne trash ».

## Biographie
Licenciée en lettres modernes, elle se tourne vers la photographie : elle expose à Berlin et Paris (notamment chez Alain Gutharc et Yvon Lambert), et collabore avec Christian Lacroix. En 1997, elle présente le court-métrage Marthe au Festival de Clermont-Ferrand, première réalisation suivie d'une vingtaine de courts et de deux longs-métrages : 57000 km entre nous et Dubaï Flamingo.

## Filmographie
- 2008 : 57000 km entre nous avec Florence Thomassin, Pascal Bongard et Mathieu Amalric
- 2012 : Dubaï Flamingo avec Vanessa Paradis, Sergi López et Florence Thomassin
- En projet : X14

## Distinctions
- 1997 : prix Paris Photo
- 2008 : lauréate de la Villa Médicis Hors les Murs, et du prix spécial du jury au Festival du film de Taipei